# Droga wojewódzka 576
Die Droga wojewódzka 576 (DW 576) ist eine einen Kilometer lange Droga wojewódzka (Woiwodschaftsstraße) in der polnischen Woiwodschaft Kujawien-Pommern, die die südliche Ausfahrt des Bahnhofs Unisław Pomorski mit Unisław verbindet. Die Strecke liegt im Powiat Chełmiński.

## Streckenverlauf
Woiwodschaft Kujawien-Pommern, Powiat Chełmiński
-  Unisław (Unislaw) (DW 550, DW 551, DW 597)